# Pseudemys peninsularis
Pseudemys peninsularis là một loài rùa trong họ Emydidae. Loài này được Carr mô tả khoa học đầu tiên năm 1938.

## Hình ảnh

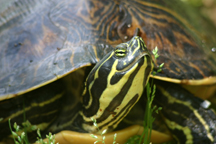
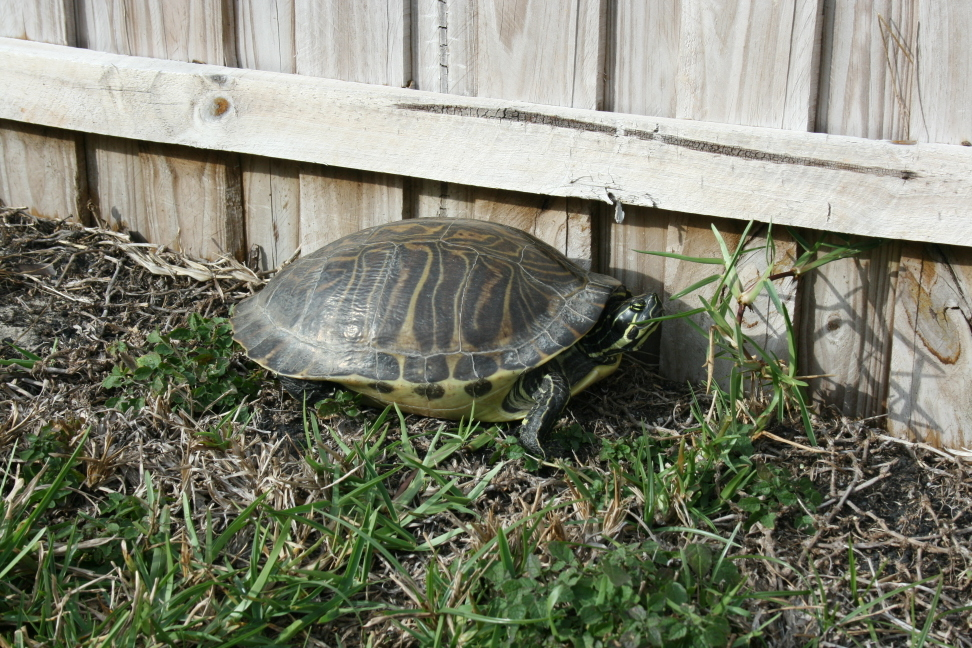
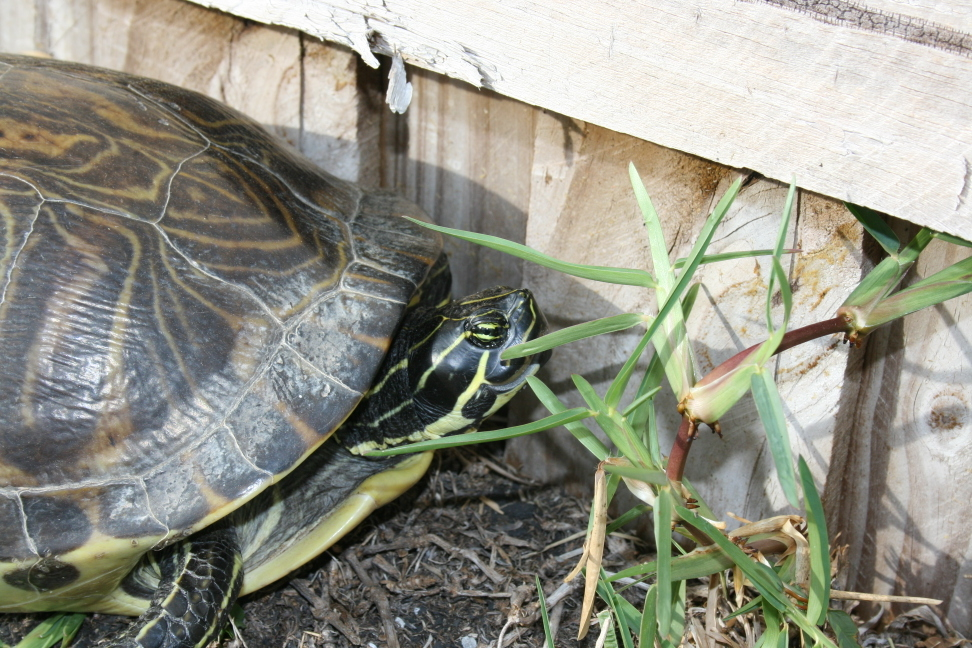